# دانشگاه گرین ویل شمالی
دانشگاه گرین ویل شمالی یک کالج خصوصی هنرهای لیبرال باپتیست در تایگرویل، کارولینای جنوبی است. این مؤسسه توسط انجمن کالج‌ها و مدارس جنوب تأیید شده است و مدارک لیسانس، فوق لیسانس و دکترا اعطا می‌کند.
این مؤسسه در سال 1892 تأسیس شد و به نام دبیرستان نورث گرینویل، اولین دبیرستان در بخش شمالی شهرستان گرینویل نامگذاری شد. بنجامین اف. نیوز زمینی را برای مدرسه اهدا کرد. این انجمن توسط انجمن باپتیست گرین‌ویل شمالی اداره می‌شد و برای گسترش آموزش در بخش شمالی کوهستانی شهرستان گرینویل تأسیس شد.